# سن-اوژن-درژانتنه، کبک
سن-اوژن-درژانتنه (به فرانسوی: Saint-Eugène-d'Argentenay) شهری در منطقه شهری ماریا-شاپدولن ناحیه سگنه-لاک-سن-ژان در استان کبک کانادا است. در سرشماری سال ۲۰۱۱ این شهر ۵۷۳ نفر جمعیت داشته‌است و مساحت آن ۸۳٫۳۷ کیلومتر مربع است.